# Остеобласт
Остеобласт (от гръцки: ὀστέον – „кост“ и βλαστός – „покълване“) са клетки с едно ядро, които имат главната функция на образуване и минерализация на костната тъкан. Въпреки това в процеса на създаването на костта остеобластите работят в група от съединени клетки. Сами като индивидуални клетки не могат да направят костната тъкан. Групата от организирани остеобласти заедно се нарича остеон.
Остеобластите са специализирани и крайно диференцирани продукти от мезенхимните стволови клетки. Те синтезират плътен, омрежен колаген и специализирани протеини в малки количества, включително и остеокалцин и остеопонтин, които образуват органичното свързващо същество (матрица) на костта.
Остеобластите са богати на алкална фосфатаза. Образуваният колаген от костната тъкан се отделя като колагенни мономери, които бързо полимеризират и образуват колагенни фибри. Колагенните фибри изграждат органична матрица, в която се отлагат калциевите соли. По този начин се формира остеоидната тъкан.
В организирана група от съединени клетки остеобластите образуват хидроксиапатитни кристали – костният минерал, който – предоставен в определен ред в органичната матрица – образува гъста и здрава минерализирана тъкан. Минерализираният скелет е главната опора на всички дишащи гръбначни същества. Той е важен и основен запас за минерали за физиологичната хомеостаза, включително регулация на киселинно-алкалния баланс и поддръжката на калция и фосфатите.